# 列昂尼德·克尔德什
列昂尼德·韦尼阿米诺维奇·克尔德什（俄语：Леонид Вениаминович Келдыш，羅馬化：Leonid Veniaminovich Keldysh，1931年4月7日—2016年11月11日），俄罗斯物理学家。克尔德什是莫斯科俄罗斯科学院列别捷夫物理研究所伊戈尔·塔姆理论物理分部的教授。他知名于凯尔迪什形式（一个描述非平衡态系统的量子场论框架）以及excitonic绝缘体理论（凯尔迪什-科帕耶夫模型，与尤里·科帕耶夫一起提出）。 
2009年，他因关于分子束外延生长的工作被授予俄罗斯纳米奖（Rusnanoprize）。

## 家庭
克尔德什的母亲是数学家柳德米拉·克尔德什。他的叔叔是数学家和苏联科学院的主席姆斯季斯拉夫·克尔德什。他的继弟是数学家和菲尔兹奖得主谢尔盖·诺维科夫。